# Agomadaranus pardaloides
Agomadaranus pardaloides es una especie de coleóptero de la familia Attelabidae.

## Distribución geográfica
Habita en Taiwán.